# Rosanne Hodge
Pour les articles homonymes, voir Hodge.
Rosanne Hodge est une surfeuse professionnelle sud-africaine née le 27 avril 1987 à East London en Afrique du Sud.

## Biographie
Rosanne Hodge est née à East London en Afrique du Sud, une petite ville réputée pour ses spots de surf tels que Nahoon Reef et Queensberry Bay. Rosy, comme ses amis l'appellent, a un grand sourire et son énergie baigne tous ceux qui croise son chemin. Elle a fait partie du team Roxy depuis qu'elle a 16 ans.
Rosy a montré un intérêt pour les sports d'eau à un âge précoce. Elle a obtenu les couleurs d'État pour la natation à l'âge de huit ans et a commencé à naviguer à Nahoon Beach à sept pendant les vacances d'été avec ses frères et son père. En 1996, Rosy Hodge a été sélectionné dans l'équipe junior de surf de son état pour concourir aux Championnats d'Afrique du Sud Juniors à Durban. Elle a concouru chez les garçons de moins de 10 ans et a terminé quatrième.
Rosy a fait ses débuts professionnels en 2003 au Roxy Pro Fidji en tant que Trialist. Dès la première année sur le World Qualifying Series (WQS) en 2006, elle s'est qualifiée pour l'ASP World Tour 2007.

## Palmarès

### Titres
De 1997 à 2000 : 4 titres nationaux des moins de 14 ans.

### Podiums
- 2009 : Vice-championne du monde ISA à Playa Hermosa, Costa Rica[1],[2]
- 2006 : 3e aux championnats du monde ISA à Huntington Beach, États-Unis

### Victoires
Elle n'a remporté aucune victoire ni en WCT, ni en WQS, ni en Junior international.

### WCT
- 2008 : 12e repêchée par sa 3e place au WQS 2008
- 2007 : 11e

### Sa saison 2009 ASP World Tour
2009 est sa 3e année dans l'ASP World Tour
| Date                      | Compétition             | Place | Points |
| ------------------------- | ----------------------- | ----- | ------ |
| 28 février-11 mars        | Roxy Pro                | 9     | 360    |
| 8 avril-13 avril          | Rip Curl Pro            | 9     | 360    |
| 10 septembre-18 septembre | Billabong Girls Pro Rio |       |        |
| 14 octobre-19 octobre     | Beachley Classic        |       |        |
| 26 octobre-30 octobre     | Rip Curl Pro Search     |       |        |
| 3 novembre-8 novembre     | Movistar Peru Classic   |       |        |
| 25 novembre-6 décembre    | Roxy Pro                |       |        |
| 8 décembre-20 décembre    | Billabong Pro           |       |        |
|                           | classement provisoire   | 13    | 720    |

Actuellement en position de non-requalifié pour l'ASP World Tour 2010.

## Sources et références
1. ↑  (en) Championnat du monde ISA 2009.
2. ↑  (en) « Rosanne Hodge takes silver as Team SA place 5th at Billabong ISA World Surfing Games in Costa Rica ».
3. ↑  (en) Fiche de Rosanne Hodge sur le site de l'ASP Africa.